# Punta del Ponç
La Punta del Ponç és una muntanya de 892 metres que es troba al municipi de Vilanova de Prades, a la comarca catalana de la Conca de Barberà.